# علم لبنان
العلم الوطني للجمهورية اللبنانية يتكوّن من قطعة قماش طولها ضعف عرضها، ويقسّم عرضياً إلى ثلاثة أجزاء، بحيث يكون عرض الجزء الأوسط يساوي عرض مجموع الجزأين الآخرين معًا بنسبة (1:2:1)، وهو بذلك مشابهه لمعايير العلم الإسباني. أما لون الجزء الأوسط فهو الأبيض، ولون الجزأين الآخرين الأحمر. ويتوسط الجزء الأبيض أرزة خضراء تمثل شجرة الأرز اللبناني، والشجرة تمس كل خط من الخطوط الحمراء، ويَبلغ عرضها ثلث عرض العلم.

## رمزية العلم
يستوحى وجود شجرة الأرز في وسط العلم اللبناني من شجرة الأرز اللبنانية المنتشرة في جبل لبنان، فهي ترمز إلى القداسة والخلود والصمود، كما أنها رمزًا للبنان، ومذكورة في العديد من المراجع المسيحية ومذكرات الرحالة.
ورد ذكر أرز لبنان في الكتاب المقدس سبعة وسبعين مرة، أبرزها في سفر المزامير الإصحاح 92، الآية 12، حيث جاء فيه "اَلصِّدِّيقُ كَالنَّخْلَةِ يَزْهُو، كَالأَرْزِ فِي لُبْنَانَ يَنْمُو".
والفصل 104، الآية 16، حيث جاء: "تَرْتَوِي أَشْجَارُ الرَّبِّ، أَرْزُ لُبْنَانَ الَّذِي غَرَسَهُ".

وقال الكاتب ألفونس دو لامارتين (1790-1869) خلال رحلة له مع ابنته إلى الشرق الأوسط: 
أما الكاتب أنطوان دو سانت إكزوبيري (1900-1944) الذي زار لبنان وأحبها عام 1935، كتب في كتابه "Citadel": السلام هو شجرة طويلة تنمو. نحن بحاجة -مثل الأرز- لتثبيت وحدتنا.

وفي عام 1920 تم إعلان دولة لبنان الكبير والذي جاء في نصها:
يرمز اللون الأحمر إلى دماء الشهداء التي أريقت في ثورة نوفمبر 1943، ولدماء اللبنانيين التي سُفكت للحفاظ على البلاد ضد الغزاة المتعاقبين. ويرمز اللون الأبيض إلى بياض الثلج الذي يتراكم على جبال لبنان وهو رمز الصفاء والسلام.

## تاريخ العلم
- 1516: أعتمد المعنيون علما مقسّم جانبيا بلونين أحمر وأبيض تتوسّطه أكليل أخضر.
- 1698: أعتمد الشهابيّون على علم أزرق يتوسّطه هلال أبيض.
- 1842: أيام المتصرفية، فاستعمل راية حمراء تتوسّطها الهلال والنجمة الشعار الذي يدل على الدولة العثمانيّة.
- 1918: بعد انتهاء الحرب العالميّة الأولى وانسحاب العثمانيين، استعمل اللبنانيّون راية بيضاء تتوسطها أرزة خضراء.
- 1920: عند إعلان دولة لبنان الكبير، استعمل الفرنسيّون علمهم الأحمر-الأبيض-الأزرق ووضعوا أرزة وسطه.
- 1943: أعلن ثوار بشامون استقلال لبنان وتحول العلم إلى الشكل الحالي وأقرّه المجلس النيابي اللبناني في كانون الأول 1943 كالعلم الرسمي. ورفع لأول مرة على سراي الحكومة الشرعية في قرية بشامون، وأقره البرلمان اللبناني في غرة كانون الأول 1943.

## نظام الألوان
| نظام الألوان                         | أحمر      | أبيض        | أخضر        |
| ------------------------------------ | --------- | ----------- | ----------- |
| RAL                                  | 3028      | 9016        | 6024        |
| النموذج اللوني سيان ماجنتا أصفر أسود | 0-91-87-7 | 0-0-0-0     | 100-0-52-35 |
| HEX                                  | #EE161F   | #FFFFFF     | #00A850     |
| RGB                                  | 238-22-31 | 255-255-255 | 0-167-80    |

## ورقة بناء العلم

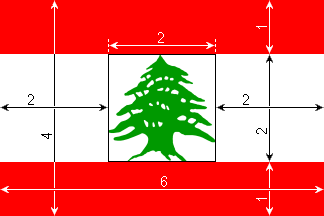
ورقة بناء العلم اللبناني

ورقة بناء العلم اللبناني وفقًا للمادة 5 من دستور لبنان:

## أعلام لبنان في مختلف الأزمنة

### العصور القديمة

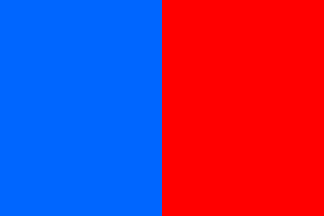
العلم الفينيقي
خلال حُكم الإمبراطورية الأخمينية
خلال حُكم الإمبراطورية الرومانية
الإمبراطورية الساسانية
خلال الخلافة الراشدة
خلال حُكم الدولة العباسية
الراية البيضاء خلال حُكم الدولة الأموية
خلال حُكم مملكة بيت المقدس

### العصور الوسطى

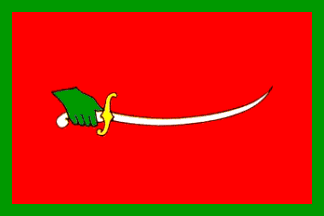
العلم الإقطاعي لعائلة جنبلاط
العلم الإقطاعي لعائلة آل نكد
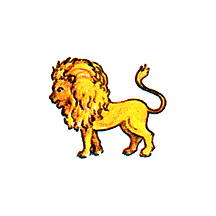
العلم الإقطاعي للأمراء اللامايين

### أعلام السلطنات والإمارات

علم إمارة المعنيين (1119-1697)
خلال فترة الحكم العباسي (750–1258)
العلم تحت حكم الدولة الأيوبية (1171–1250)
العلم خلال حكم الدولة المملوكية (1250–1517)
العلم خلال حكم سلالة الشهابيون (1697–1842)
العلم خلال حُكم الإمبراطورية العثمانية (1844–1917)

كان لبنان أو المنطقة التي يشغلها الآن تحمل راية الشعوب أو الدول التي احتلته، مثل المماليك والدولة العثمانية.

### الانتداب الفرنسي على لبنان

علم دولة لبنان الكبير في عهد الانتداب الفرنسي (1920–1943)
علم بديل لدولة لبنان الكبير في عهد الانتداب الفرنسي (1920–1943)
علم بديل لدولة لبنان الكبير في عهد الانتداب الفرنسي (1920–1943)

أثناء الانتداب الفرنسي على سوريا ولبنان صمم العلم اللبناني رئيس حركة النهضة اللبنانية نعوم مكرزل. كان مشابهًا لعلم فرنسا ثلاثي الألوان ولكن مع أرز أخضر (أرز لبنان) في المنتصف.

### نظريات نشوء فكرة العلم
اعتمد العلم اللبناني الحالي قبيل الاستقلال عن فرنسا عام 1943. سعيًا للاستقلال، وتم رسم العلم الفعلي لأول مرة من قبل عضو البرلمان هنري فيليب فرعون، في منزل مجلس النواب صائب سلام في المصيطبة من قبل نواب البرلمان اللبناني. تم اعتماده في 7 ديسمبر 1943، خلال جلسة في مجلس النواب، حيث تم تعديل المادة 5 من الدستور اللبناني.
إحدى نظريات نشوء علم لبنان الحالي هي أن هنري فرعون بنى تكوين العلم على الجغرافيا اللبنانية؛ وبالتالي فإنّ اللون الأحمر الأول يمثل جبل لبنان والثاني الأحمر يمثل جبال لبنان الشرقية والأبيض يمثل وادي البقاع الذي يقع في الوسط. والأرز الأخضر (أرز لبنان) في منتصف الجزء الأبيض يلامس كل خط من الخطوط الحمراء يضاف لأن لبنان يشار إليه مجازيًا بأرض الأرز أحيانًا. يمكن أن تكون تركيبة الشريط الأبيض مستوحاة من علم إسبانيا الأحمر والأصفر والأحمر، حيث يعتمد هيكل العلم على ارتباط لبنان بالبحر الأبيض المتوسط وماضيه الفينيقي الذي وصل إلى شواطئ البحر في إسبانيا حاليًا.
النظرية الأكثر تقبلًا والأكثر احتمالاً للعَلم الحديث هو عَلم بداية الجمهورية الحديثة، علم إمارة جبل لبنان (إمارة المعنييون). حملت الإمارة علم سلالة معن، وهي سلالة درزية ضمت أحد أكثر الشخصيات تأثيرًا في تشكيل الهوية اللبنانية المستقلة، وهو فخر الدين المعني الثاني، الذي ناضل خلال فترة حكمه من أجل تحقيق الاستقلال عن الدولة العثمانية. العَلم له نفس نظام الألوان تمامًا وحتى تكوين مماثل. الأحمر والأبيض والأخضر هي الألوان الأساسية مع استبدال الإكليل الأخضر في المنتصف بالأرز في العلم الحديث؛ من المحتمل تمامًا أن يكون العَلم الحديث مجرد إعادة تصميم لعلم الأسرة الحاكمة القديمة. وما يدعم هذه النظرية أن العديد من المؤسسات الحكومية في لبنان لا تزال تستخدم علم المعنيون، مثل علم القوات المسلحة اللبنانية، ولكن من دون الإكليل الأخضر، ولا يزال العَلم قائمًا حتى يومنا هذا.

### أعلام متنوعة رفعت في لبنان

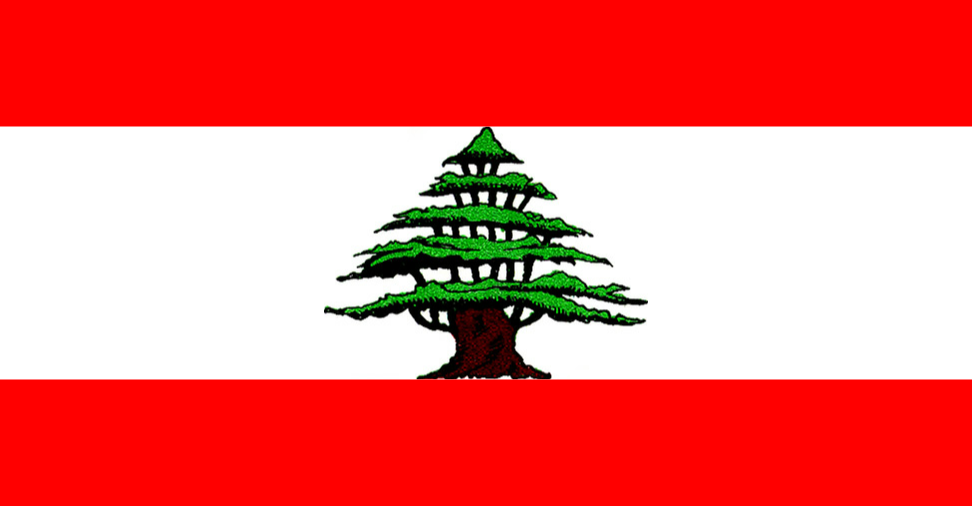
التصميم المحفوظ في المنظمة العالمية للملكية الفكرية
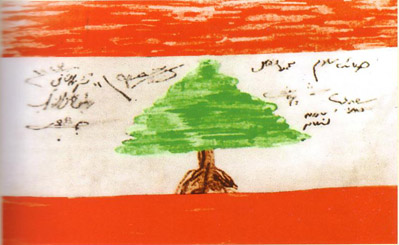
العلم كما رسمه وأقره أعضاء البرلمان أثناء إعلان الاستقلال عام 1943
العلم المستخدم في فترة ما بعد الحرب العالمية الأولى تحت الإدارة العربية (1918-1920)
العلم المستخدم في دير القمر، عاصمة المعنيون وأمراء الشهابيون الأوائل (1830)
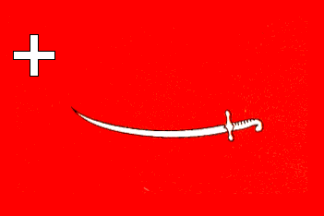
علم الثوار المردة
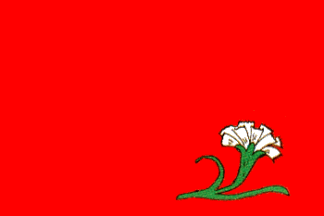
علم القيسيين
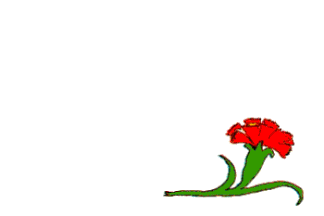
علم ثوار الأمير إبراهيم
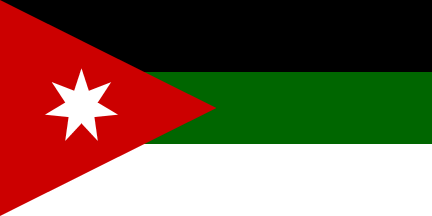
علم المملكة السورية
علم التنوخيين

## أعلام البلديات في لبنان

علم بلدية بيروت عاصمة لبنان

## أعلام أخرى

علم الجيش اللبناني
علم القوات الجوية اللبنانية
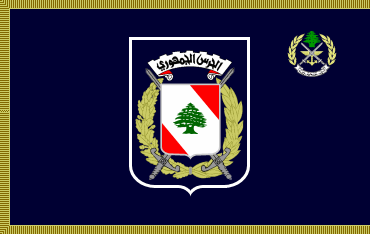
علم الحرس الجمهوري اللبناني
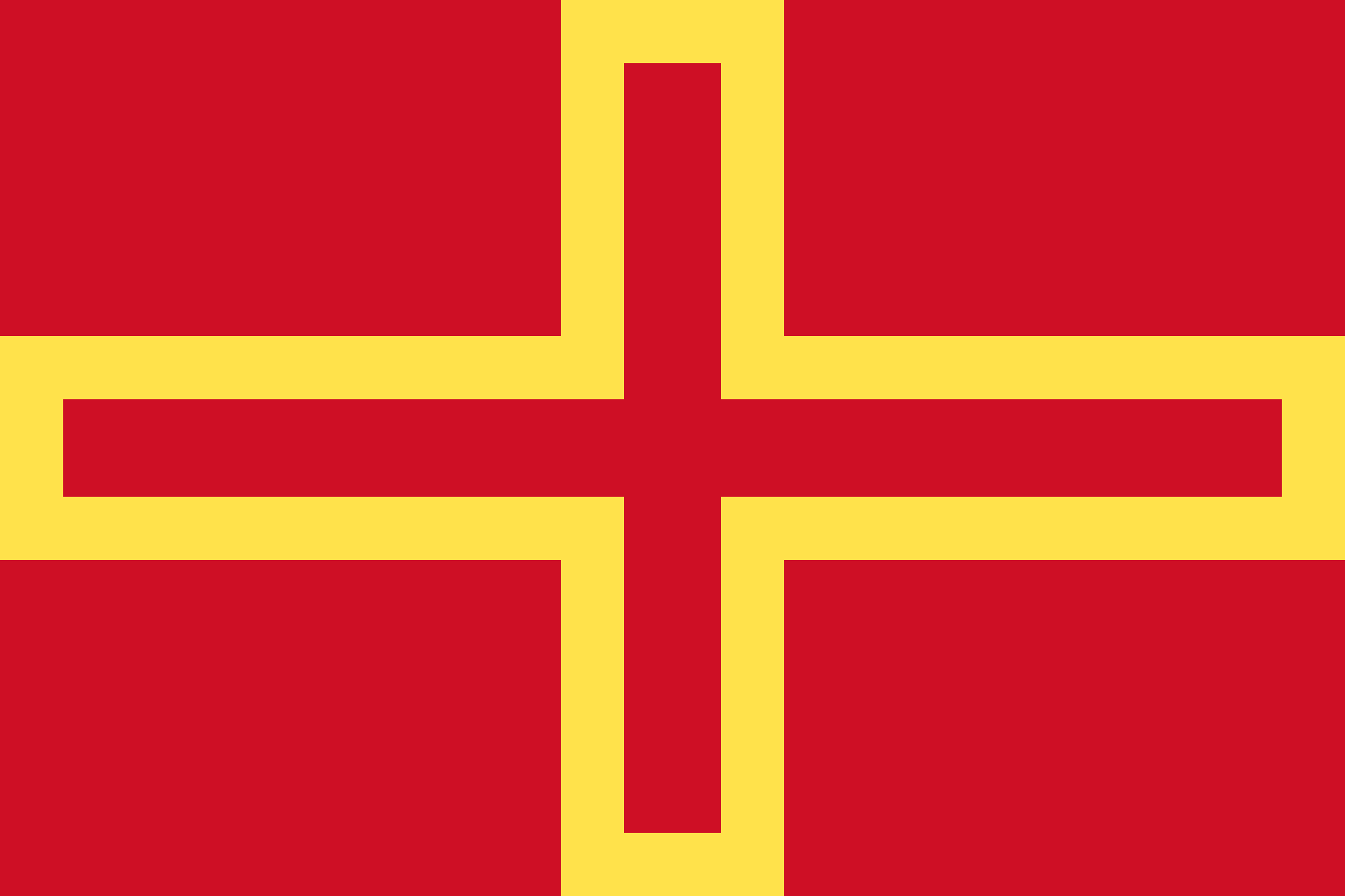
علم كونتية طرابلس
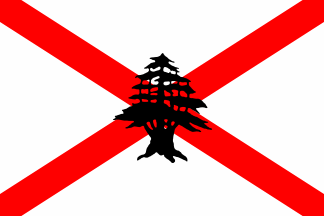
علم الفيلق الفرنسي الأرمني

## أعلام مشابهة

علم النمسا
علم لاتفيا
علم بولينزيا الفرنسية